# Hermann Beermann

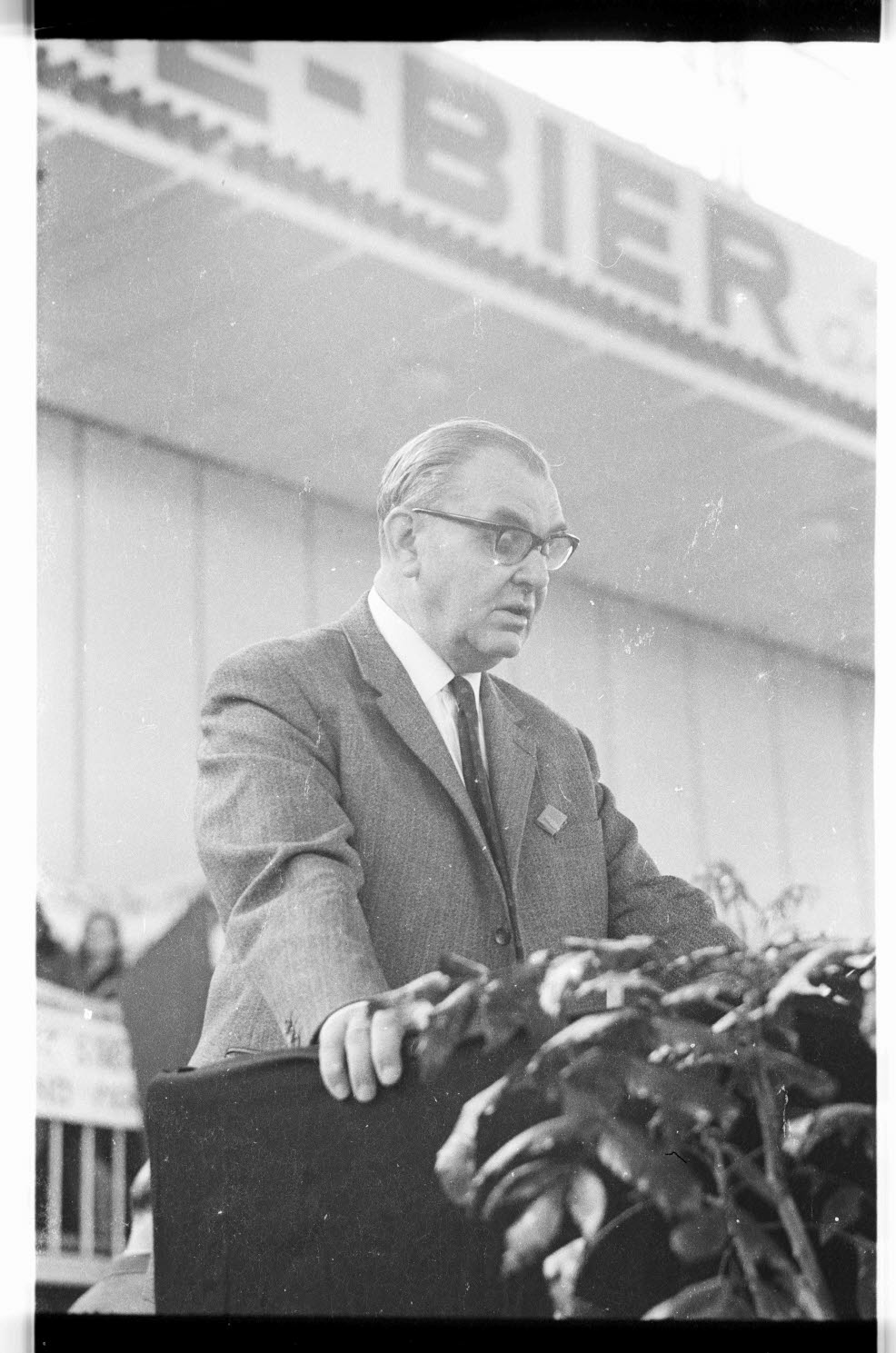
Hermann Beermann als Sprecher bei einer Maikundgebung in der Kieler Ostseehalle (1968)

Hermann Beermann (* 28. August 1903 in Linden vor Hannover; † 18. August 1973 in Neuss) war ein deutscher Gewerkschafter und von 1962 bis 1969 stellvertretender Vorsitzender des DGB.

## Leben
Hermann Beermann wurde 1903 in der Zeit des Deutschen Kaiserreichs als Sohn einer Arbeiterfamilie in Linden geboren, der seinerzeit noch selbständigen Industriestadt vor Hannover. Nach dem Besuch der Volksschule durchlief er eine Ausbildung zum Modelltischler, um später eine Fortbildung an einer Maschinenbau-Schule zu absolvieren.
Nach dem Ersten Weltkrieg, dessen Ausbruch Beermann nur als Kind fern der Kriegsfront erlebt hatte, trat er noch als Jugendlicher zu Beginn der Weimarer Republik im Jahr 1919 der Gewerkschaft des Deutschen Holzarbeiterverbandes bei, wurde früh auch Mitglied der Sozialdemokratischen Partei Deutschlands (SPD).
Nachdem die SPD bei den Kommunalwahlen am 2. Mai 1924 eine schwere Niederlage in Hannover erlitten hatte und knapp 4 % der Wahlberechtigten den Völkisch-sozialen Block und damit beispielsweise auch Bernhard Rust als einen von nun drei Vertretern der „Völkischen“ in das Bürgervorsteherkollegium gewählt hatten, schloss sich Hermann Beermann mitten in den sogenannten „Goldenen Zwanziger Jahren“ 1925 dem Internationalen Sozialistischen Kampfbund (ISK) an.
Nach der Machtergreifung ging Hermann Beermann 1933 in den Widerstand gegen den Nationalsozialismus, knüpfte dabei nun illegale Kontakte in die Schweiz und in die Niederlande. Nach wiederholten Hausdurchsuchungen, ständigen Beschattungen und wiederholten Verhaftungen durch die Gestapo wurde er 1938 schließlich des Hochverrats angeklagt und vom Volksgerichtshof zu zwei Jahren Zuchthaus verurteilt. Im Anschluss stand er unter Polizeiaufsicht, gab seine Widerstandsarbeit trotz dieser erschwerten Bedingungen aber nicht auf.
Nach dem Zweiten Weltkrieg, der in Hannover nach dem Einmarsch amerikanischer Truppen noch vor der Kapitulation des Dritten Reiches zu Ende ging, agierte Hermann Beermann, neben Louis Böcker und Albin Karl mit Genehmigung der Britischen Militärregierung nach 1945 wesentlich am Wiederaufbau der Gewerkschaften in Hannover beteiligt und handelte zunächst im vorläufigen Vorstand der „Allgemeinen Gewerkschaft“. Zudem engagierte er sich aktiv beim Aufbau der SPD in Niedersachsen und war Mitglied im Bezirksvorstand des SPD-Bezirks Hannover.
Von 1947 bis 1956 hatte Beermann zunächst den Vorsitz des DGB Landesbezirks Niedersachsen-Bremen inne.
Zeitweilig parallel dazu übernahm Hermann Beermann ab 1953 und bis 1967 zunächst den Vorsitz des Verwaltungsrates beziehungsweise ab 1957 den des Vorstandsvorsitzes der Bundesanstalt für Arbeit.
Von 1956 bis 1969 war Beermann zudem als Mitglied des DGB-Bundesvorstandes vor allem für die Sozialpolitik zuständig, während er bereits 1962 zum stellvertretenden Bundesvorsitzenden des DGB gewählt worden war.
Unterdessen war Beermann außerdem bereits seit 1958 Mitglied im Wirtschafts- und Sozialausschuss der Europäischen Wirtschaftsgemeinschaft (EWG) in Brüssel.
Überdies wurde Hermann Beermann 1963 Mitglied im Verwaltungsrat des Internationalen Arbeitsamtes und schließlich 1968 zum Vizepräsidenten der Internationalen Arbeitskonferenz gewählt.
Hermann Beermann starb 1973 in Neuß.

## Schriften (Auswahl)
- Hermann Beermann (Verantw.): Arbeitssicherheit. Referentenmaterial. Veröffentlichung aus Anlass der Aktion gegen den Unfall in Niedersachsen, Schleswig-Holstein, Hamburg und Bremen vom 1. Januar – 30. Juni 1965, 42 Seiten, Düsseldorf: Deutscher Gewerkschaftsbund, Bundesvorstand, Abteilung Sozialpolitik
- Ludwig Rosenberg, Hermann Beermann, Waldemar Reuter: Gefahren durch Notstandsgesetze. Kundgebung zu den beabsichtigten Notstandsgesetzen am 2. November 1967 in Bonn, 23 Seiten, Düsseldorf: Deutscher Gewerkschaftsbund, Bundesvorstand, 1967
- Hermann Beermann (Verantw.): Arbeitsmedizin (= DGB-Denkschrift zur arbeitsmedizinischen Betreuung der Arbeitnehmer, Bd. 1), 58 Seiten, [Düsseldorf]: Deutscher Gewerkschaftsbund, 1969
- Hermann Beermann (Red.): Arbeitssicherheit. Zusammenarbeit zwischen Betriebsvertretungen und Aufsichtsdiensten, Stand Januar 1969. Sonderdruck für die Funktionäre der Industriegewerkschaft Metall für die Bundesrepublik Deutschland, [Düsseldorf]: Deutscher Gewerkschaftsbund, Bundesvorstand, Abt. Sozialpolitik, [1971]

## Archivalien
An Archivalien von und über Hermann Beermann finden sich beispielsweise
- im DGB-Archiv im Archiv der sozialen Demokratie: Bisher 1 laufender Meter Akten noch nicht vollständig erschlossen, unter anderem aus Hermanns Zeit als Geschäftsführendes Bundesvorstandsmitglied zuständig für die (Haupt-)Abteilung Sozialpolitik von 1956 bis 1969 sowie vereinzelt aus der Zeit als DGB-Landesbezirksvorsitzender, siehe auch Bestand DGB-Landesbezirk Niedersachsen-Bremen (Signatur 5/DGBJ)[4]